# Vieux-Boucau-les-Bains
Vieux-Boucau-les-Bains település Franciaországban, Landes megyében. Lakosainak száma 1682 fő (2022. január 1.). Vieux-Boucau-les-Bains Messanges és Soustons községekkel határos.

## Népesség
A település népessége az elmúlt években az alábbi módon változott:
| Lakosok száma | 903  | 1151 | 1210 | 1576 | 1525 | 1580 | 1618 | 1614 | 1637 | 1682 |
|               | 1968 | 1982 | 1990 | 2006 | 2013 | 2015 | 2017 | 2019 | 2020 | 2022 |